# Cladium
Cladium és un gènere de plantes amb flor de la família de les ciperàcies.

## Característiques
S'ha considerat utilitzar aquestes plantes com a font de biofuel (etanol).

## Taxonomia
El nombre d'espècies és motiu de controvèrsia. Les més universalment acceptades són:
- Cladium costatum Steyerm.
- Cladium mariscoides (Muhl.) Torr.
- Cladium mariscus (L.) Pohl) segamà, mansega vera